# Limerència

Psique revivida pel petó de l'amor, d'Antonio Canova, primera versió 1787–1793

La limerència és un estat mental resultant de tenir sentiments romàntics per una altra persona. Normalment implica pensaments intrusius i melancòlics, o preocupacions tràgiques per l'objecte del propi afecte, juntament amb un desig de correspondència dels propis sentiments i de formar una relació al voltant de l'amor.
La psicòloga Dorothy Tennov  va encunyar el terme «limerència» com una alteració d'«amorància», però sense considerar altres etimologies complementàries, per descriure un concepte que havia sorgit del seu treball a la dècada dels 1960, quan va entrevistar més de 500 persones sobre el tema de l'amor. Al seu llibre Love and Limerence (1979, edició revisada del 1999) escriu que «estar en un estat de limerència és sentir el que normalment s'anomena 'estar enamorat'». Va encunyar el terme per desambiguar l'estat d'altres emocions menys aclaparadores i per evitar la insinuació que aquells que no l'experimenten no són capaços d'experimentar l'amor.
Segons Tennov i altres, la limerència es pot considerar enamorament, amor romàntic, amor apassionat, infatuació o mal d'amor. Més tard a la seva vida, Tennov va comparar la limerència amb la follia amorosa. La limerència també es compara i contrasta de vegades amb l’amor a primera vista (crush en anglès), sent la limerència molt més intensa.
Love and Limerence ha estat considerada l'obra seminal sobre l'amor romàntic. L'antropòloga i autora Helen Fisher va escriure que la recopilació de dades sobre l'atracció romàntica va començar amb Tennov recollint resultats d'enquestes, diaris i altres relats personals. Fisher, que coneixia Tennov i es va cartejar amb ella, ha comentat que el concepte de Tennov tenia un component trist.

## Visió general
El concepte de Dorothy Tennov representa un intent científic d'estudiar la naturalesa de l'amor romàntic. Va identificar un conjunt de trets psicològics associats amb l'amor, que va anomenar limerència.  Altres autors també han considerat la limerència com un estat emocional i motivacional per centrar l'atenció en una parella d'aparellament preferida, o un procés d'afecció.
Joe Beam anomena limerència la sensació d'estar bojament enamorat. Nicky Hayes ho descriu com «una mena de passió infatuada i absorbent», el tipus d'amor que Dante sentia per Beatriu o el de Romeu i Julieta. És aquest anhel intens i insatisfet per l'altra persona el que defineix la limerència, on l'individu s'obsessiona "més o menys amb aquesta persona i passa gran part del temps fantasiejant amb ella". Hayes suggereix que "és la naturalesa inassolible de l'objectiu el que fa que el sentiment sigui tan poderós", i pot ser necessari un reforç ocasional i intermitent per donar suport als sentiments subjacents.
L'amor de Severus Snape per Lily Evans, la mare de Harry Potter, és una representació fictícia moderna de la limerència. Un exemple històric famós va ser el tumultuós afer entre Lord Byron i Lady Caroline Lamb.
Una característica central de la limerència per a Tennov era el fet que els seus participants realment veien els defectes personals de l'objecte del seu afecte, però simplement els passaven per alt o els trobaven atractius. Tennov anomena això "cristal·lització", a partir d'una descripció de l'escriptor francès Stendhal. Aquesta versió "cristal·litzada" d'un objecte d'amor, amb trets accentuats, és el que Tennov anomena un "objecte limerent", generalment anomenat "LO" (de l'anglès Limerent Object).
La limerència té propietats psicològiques similars a l'amor apassionat, però, segons la concepció de Tennov, la limerència comença fora d'una relació i abans que la persona que l'experimenta sàpiga amb certesa si és corresposta. Tennov observa que, per tant, la limerència sovint no és corresposta, i argumenta que cal algun tipus d'incertesa situacional perquè es produeixi la intensa preocupació mental que defineix la limerència. La incertesa podria ser, per exemple, barreres per al compliment d'una relació, com ara la distància física o emocional del LO, o la incertesa sobre com el LO correspon el sentiment. Algunes persones també poden tenir por de la intimitat, de manera que es distancien i eviten una connexió real.
No tothom experimenta limerència. Tennov estima que el 50% de les dones i el 35% dels homes experimenten limerència basant-se en les respostes a certes preguntes de l'enquesta que va administrar. La limerència pot ser difícil d'entendre per a aquells que no l'han experimentat mai, i per això sovint es ridiculitza i es descarta com a indesitjable, una mena de patologia, una fantasia ridícula o una construcció de ficció romàntica. Segons Tennov, la limerència no és una malaltia mental, tot i que pot ser "altament pertorbadora i extremadament dolorosa", "irracional, absurda, vergonyosa i anormal" o de vegades "la felicitat més gran" depenent de a qui es pregunti.

## Components
Els components originals de la limerència, segons es van definir a Love and Limerence, eren:

-   - pensament intrusiu sobre l'objecte del desig apassionat (l'objecte limerent o "LO"), que és una possible parella sexual
  - anhel agut de reciprocitat
  - dependència de l'estat d'ànim en les accions del LO o, més exactament, la interpretació personal de les accions del LO pel que fa a la probabilitat de reciprocitat
  - incapacitat de reaccionar de manera limerent a més d'una persona alhora (només es produeixen excepcions quan la limerència està en el seu punt més baix, al principi o al final de la seva manifestació)
  - un cert alleujament fugaç i transitori de la passió limerent no corresposta a través de la imaginació vívida de l'acció per part del LO que significa reciprocitat
  - por al rebuig i timidesa, de vegades incapacitant però sempre inquietant, en presència del LO, sobretot al principi i sempre que es dona una incertesa
  - intensificació a través de l'adversitat (almenys, fins a cert punt)
  - sensibilitat aguda a qualsevol acte, pensament o condició que es pugui interpretar favorablement, i una capacitat extraordinària per idear o inventar explicacions "raonables" de per què la neutralitat que l'observador desinteressat podria veure és, de fet, un signe de passió oculta en el LO
  - un dolor al "cor" (una regió a la part frontal central del pit) quan la incertesa és forta
  - flotabilitat (sensació de caminar per l'aire) quan la reciprocitat sembla evident
  - una intensitat general de sentiment que deixa altres preocupacions en segon pla
  - una capacitat remarcable per emfatitzar allò que és realment admirable en el LO i per evitar obsessionar-se amb allò negatiu, fins i tot per respondre amb compassió pel negatiu i convertir-ho, emocionalment si no perceptivament, en un altre atribut positiu.

## Relació amb altres conceptes

### Amor
Dorothy Tennov dóna diverses raons per inventar un terme per a l'estat denotat per la limerència (normalment anomenat "estar enamorat"). Una de les raons principals és resoldre les ambigüitats amb la paraula "amor" que s'utilitza tant per referir-se a un acte que s'escull com a un estat que se suporta:
Molts escriptors sobre l'amor s'han queixat de dificultats semàntiques. El diccionari enumera dues dotzenes de significats diferents de la paraula "amor". I, ¿com es pot distingir entre amor i afecte, simpatia, tendència, cura, preocupació, infatuació, atracció o desig? […] És incòmode reconèixer una distinció entre l'amor com a verb, com a acció duta a terme per l'individu, i l'amor com a estat. No haver-se enamorat mai no és en absolut una qüestió de no estimar, si és que estimar es defineix com a tenir cura de. A més, aquest estat d'"estar enamorat" inclou sentiments que no encaixen correctament amb l'amor definit com a preocupació.
(El tipus d'amor que se centra en la cura dels altres s'anomena habitualment amor compassiu o àgape.)

L'altra raó principal que dóna és que es va trobar amb persones que no experimenten aquest estat. La primera persona així que Tennov va identificar va ser una amiga seva antiga, Helen Payne, la manca de familiaritat de la qual amb l'estat de limerència va sorgir durant una conversa en un vol que van fer juntes. Tennov escriu que «descriure les complexitats dels vincles romàntics» a Helen va ser «com intentar descriure el color vermell a algú cec de naixement». Tennov etiqueta aquestes persones com a "no limerents" (una persona que actualment no experimenta limerència), però adverteix que li semblava que no hi ha cap personalitat no limerent i que potencialment qualsevol persona podria experimentar l'estat de limerència. Tennov diu:
Vaig adoptar la idea que no estar mai en aquest estat no era ni més ni menys patològic que experimentar-lo. Volia poder parlar d'aquesta condició identificable de manera fiable sense donar als defensors de l'amor la sensació que s'estava destruint alguna cosa valuosa. Encara més important, si l'ús del terme "amor" denotava la presència de l'estat, hi havia el perill que l'absència de l'estat rebés connotacions negatives.
Tennov aborda la qüestió de si la limerència és amor en diversos altres passatges. En un d'ells diu clarament que la limerència és amor, almenys en certs casos:
En una limerència completament desenvolupada, sents a més el que, en altres contextos també, s'anomena amor: un grau extrem de sentiment que vols que el LO estigui segur, cuidat, feliç, i tots aquells altres sentiments positius i nobles que podries sentir pels teus fills, els teus pares i els teus amics més estimats. Probablement per això la limerència s'anomena amor en tots els idiomes.[…] Segurament la limerència és l'amor en el seu punt més alt i gloriós.
Tanmateix, Tennov canvia de to i explica una història força negativa del dolor que sent una dona que recorda el temps que va perdre desitjant un home per qui ara no sent res, una cosa que la va ocupar en una època en què el seu pare encara era viu i els seus fills "eren nadons adorables que necessitaven l'atenció de la seva mare". Tennov diu que és per això que distingim la limerència (aquest "amor") d'altres amors.
En un altre passatge, Tennov diu que, si bé l'afecte i la tendresa no exigeixen res a canvi, el retorn dels sentiments desitjats en l'estat de limerència significa que "altres aspectes de la teva vida, inclòs l'amor, se sacrifiquen en nom de la necessitat que ho consumeix tot" i que "si bé la limerència s'ha anomenat amor, no és amor".

### Amor romàntic
Dorothy Tennov de vegades considera la limerència com a sinònim del terme "amor romàntic".Aquest terme té una història complicada amb una definició en constant evolució, però el sentit en què Tennov l'utilitza prové d'una tradició literària d'històries que representen amors tràgics o incomplerts. Alguns exemples d'històries d'amor romàntiques en aquest sentit són  Majnūn Laylā, Tristany i Isolda, Dante i Beatriu (a La Vita Nuova ), Romeu i Julieta i Els dolors del jove Werther.
En aquest sentit, l'amor romàntic és idealitzat, poc realista i irracional, el tipus d'amor que sovint es troba en un conte de fades que representa una tragèdia. Això es pot contrastar amb l'amor racional, pràctic i pragmàtic, o el tipus d'amor que es troba en relacions estables i a llarg termini.
El gènere literari de l'amor romàntic es remunta a la poesia trobadoresca de l'edat mitjana (o anterior) i a la doctrina de l'amor cortès. Tennov atribueix al clergue Andreas Capellanus la descripció "molt precisa" de l'estat de limerència a L'art de l'amor cortès, un llibre d'estatuts per a la conducta "correcta" dels amants. L'obra inclou regles com ara "Un veritable amant està constantment i sense interrupció posseït pels pensaments del seu estimat" i "La facilitat d'assoliment de l'amor el fa de poc valor; la dificultat d'assoliment el fa preuat". Aquesta obra va ajudar a difondre la doctrina cultural de l'amor romàntic per tota Europa. A causa dels orígens literaris i culturals del terme, el fenomen de l'amor romàntic de vegades es considera una construcció social (especialment pels crítics, segons Tennov); tanmateix, Tennov argumenta que la limerència té una base biològica i un propòsit evolutiu.
Tennov també considera de vegades la limerència com a sinònim d'"enamorar-se", un concepte que també té els seus orígens en la tradició romàntica i en la idea que l'amor és tràgic. "Enamorar-se" evoca una connotació d'enamorar-se físicament. Una obra influent de l'edat mitjana descrivia amants que sovint es desmaiaven o perdien el coneixement.
L'amor romàntic també s'utilitza sovint com a sinònim d' amor apassionat, també anomenat "estar enamorat", i també sovint s'associa amb la limerència. La literatura acadèmica mai ha adoptat universalment un sol terme per a això. Helen Fisher ha comentat que prefereix el terme "amor romàntic" perquè creu que té significat a la societat.

### Amor apassionat i de companyonia
La limerència s'ha comparat amb l'amor apassionat, i Elaine Hatfield els considera sinònims, comentant el 2016 que són "molt semblants". L'amor apassionat es descriu com a:
Un estat d'intens anhel d'unió amb un altre. L'amor correspost (unió amb l'altre) s'associa amb la plenitud i l'èxtasi. L'amor no correspost (separació), amb el buit, l'ansietat o la desesperació. Un estat de profunda excitació fisiològica.
Molts altres acadèmics també consideren aquests termes sinònims, com ara Bianca Acevedo i Arthur Aron:
L'amor apassionat, "un estat d'intens anhel d'unió amb un altre" (Hatfield i Rapson, 1993, p. 5), també anomenat "estar enamorat" (Meyers i Berscheid, 1997), "infatuació" (Fisher, 1998) i "limerència" (Tennov, 1979), inclou un element obsessiu, caracteritzat pel pensament intrusiu, l'incertesa i els canvis d'humor.
L'amor apassionat està vinculat a la passió, com a l'emoció intensa, per exemple l'alegria i la plenitud, però també l'angoixa i l'agonia. Hatfield assenyala que el significat original de passió «era agonia, com en la passió de Crist». L'amor apassionat es contrasta amb l'amor company, que és «l'afecte que sentim per aquells amb qui les nostres vides estan profundament entrellaçades». L'amor de companyonia se sent amb menys intensitat i sovint segueix posteriorment l'amor apassionat en una relació.
L'amor apassionat es mesura habitualment mitjançant l'Escala d'Amor Apassionat (PLS, de la seva denominació en anglès Passionate Love Scale), que originalment es va dissenyar per mesurar el mateix estat que denota la limerència. S'ha criticat el PLS per tenir preguntes massa àmplies, i en realitat té dos factors generals: un factor d'obsessió i un factor de no-obsessió. El factor d'obsessió del PLS té preguntes com ara "De vegades sento que no puc controlar els meus pensaments; estan obsessivament centrats sobre la meva parella" i "Una existència sense la meva parella seria fosca i lúgubre". La limerència s'ha comparat amb l'amor apassionat obsessiu.
A Love and Limerence, Dorothy Tennov també enumera l'amor apassionat entre diversos sinònims de limerència i fa referència a un dels primers escrits de Hatfield sobre el tema. Tanmateix, Tennov diu que un dels punts rectors del seu estudi va ser centrar-se en els aspectes de l'amor que produïen angoixa. També va dir que un dels problemes que va trobar en els seus estudis és que els subjectes entrevistats utilitzaven termes com "amor apassionat", "amor romàntic" i "estar enamorat" per referir-se a estats mentals diferents del que ella anomena limerència. Per exemple, alguns dels seus entrevistats no limerents utilitzaven la paraula "obsessió", però no informaven dels pensaments intrusius necessaris per a la limerència, només que "els pensaments de la persona són freqüents i plaents".

### Infatuació
Diversos autors han considerat que la infatuació, en el seu sentit d'enamorament que ens fa sentir per sobre de la realitat, és sinònim tant d'amor apassionat com de limerència.Dorothy Tennov ha afirmat que no va fer servir la paraula "infatuació" perquè, tot i que hi ha una coincidència, la paraula evoca connotacions diferents. En un tipus de distinció, la gent utilitza "infatuació" per expressar desaprovació o per referir-se a relacions insatisfactòries, i "amor" per referir-se a relacions satisfactòries. A Love and Limerence, Tennov considera que "infatuació" és generalment pejoratiu; per exemple, sovint s'utilitza com a etiqueta per a fantasies i obsessions adolescents platòniques amb una celebritat.
En la teoria triangular de l'amor de Robert Sternberg, la "infatuació" es refereix a la passió romàntica sense intimitat (o proximitat) i sense compromís. Sternberg ha afirmat que la infatuació en la seva teoria és essencialment el mateix que la limerència. Un altre concepte relacionat (que també té qualitats que recorden la limerència) és "l'amor fatu", que és la passió romàntica amb un compromís fet en absència d'intimitat. Poden ser, per exemple, uns amants iniciant  una nova passió que es comprometen a casar-se sense conèixer-se prou bé per saber si són parelles adequades. En aquesta situació, la seva passió sol disminuir amb el temps, convertint-se només en un compromís (anomenat "amor buit") i esdetenen infeliços.

### Sistemes emocionals independents
La popular teoria dels sistemes emocionals independents d'Helen Fisher postula que hi ha tres sistemes biològics principals implicats en la reproducció, l'aparellament i la criança dels fills humans: la luxúria (el desig sexual), l'atracció (amor apassionat, infatuació o limerència) i l'afecció (amor de companyonia). Aquests tres sistemes funcionen regularment conjuntament, però serveixen per a diferents finalitats i també poden funcionar de manera independent. Segons Fisher, la luxúria, l'atracció i l'afecció poden ocórrer en qualsevol ordre. La teoria de les emocions independents ha estat criticada per ser massa simplificada, però la idea general de sistemes separats continua sent útil per explicar moltes situacions de la vida real.
Quan la limerència és un component d'una aventura sexual, per exemple, la teoria de Fisher es pot utilitzar per ajudar a explicar-ho. La teoria de Fisher és que, si bé una persona pot sentir un profund aferrament per una parella a llarg termini, també pot sentir afecte per algú altre, de la mateixa manera que es pot sentir atracció sexual cap a altres persones. Joe Beam comenta que si algú en una relació compromesa acaba en una limerència com aquesta, això els farà sortir de la seva relació.
La teoria de Fisher també s'ha utilitzat per explicar per què algunes persones poden sentir limerència "platònica" sense desig sexual, perquè el desig sexual és independent de l'amor romàntic. Lisa Diamond argumenta que això és possible fins i tot en contradicció amb l'orientació sexual d'una persona, perquè els sistemes cerebrals van evolucionar reutilitzant els sistemes per al vincle mare-fill (un procés anomenat exaptació). Segons aquesta teoria, no hauria estat adaptatiu que un pare o una mare només pogués establir un vincle amb un fill del sexe oposat, de manera que els sistemes han d'haver evolucionat independentment de l'orientació sexual. La gent s'enamora més sovint per desig sexual, però Diamond suggereix que el temps que passem junts i el contacte físic poden servir com a substitut. En la concepció de Dorothy Tennov, l'atracció sexual era un component essencial de la limerència (com a generalització); tanmateix, sí que va notar que ocasionalment la gent li descrivia el que semblava encaixar amb el patró de la limerència, però sense atracció sexual. A més, per a aquells que tenen un interès sexual, el seu desig d'unió emocional i compromís els preocupa molt més.

### Teoria de l'aferrament
La teoria de l'aferrament fa referència al concepte de John Bowlby d'un "sistema d'aferrament", un sistema evolucionat per mantenir els infants a prop del seu cuidador (o "figura d'aferrament"). Una persona utilitza la seva figura d'afecció com a "base segura" per sentir-se segura explorant l'entorn, busca proximitat amb la figura d'afecció quan se sent amenaçada i pateix angoixa quan se separa. Una teoria prominent suggereix que aquest sistema es reutilitza per a vincles de parella adulta, com una exaptació o cooptació, mitjançant la qual un tret determinat adquireix un nou propòsit. L'estil d'afecció fa referència a les diferències en els pensaments i comportaments relacionats amb l'afecció, especialment en relació amb el concepte de seguretat vs. inseguretat. Això es pot dividir en components d'ansietat (preocupació perquè la parella estigui disponible, atenta i respongui) i evitació (preferència per no confiar en els altres o obrir-se emocionalment).
A la taxonomia psicològica d'Helen Fisher, la limerència i l'afecció es consideren sistemes diferents amb finalitats diferents.En el passat, altres autors també han suggerit que la limerència podria estar relacionada amb l'estil d'aferrament ansiós. Tanmateix, en el seu article original de 1987 que conceptualitzava l'amor romàntic com un procés d'afecció (i relacionava la limerència amb l'estil d'afecció), Cindy Hazan i Phillip Shaver també adverteixen que no estan insinuant que la fase inicial de la relació sigui equivalent a estar afeccionat.
Un estudi de 1990 va trobar que el 15% dels participants que van declarar tenir un estil d'aferrament ansiós van obtenir puntuacions altes en les mesures de limerència (especialment les escales de preocupació obsessiva i dependència emocional), però van trobar una considerable superposició de distribucions entre els tres estils d'aferrament i la limerència. Uns estudis i una metaanàlisi fets per Bianca Acevedo i Arthur Aron van descobrir que, si bé l'amor apassionat amb obsessió s'associa amb la satisfacció de la relació en les relacions a curt termini, s'associa amb una lleugera disminució de la satisfacció a llarg termini i especulen que això podria estar relacionat amb un aferrament insegur.

### Estils d'amor
El concepte d'estils d'amor va ser inventat pel sociòleg John Alan Lee i es poden entendre com a diferents maneres d'estimar o diferents tipus d'històries d'amor. La limerència de vegades es considera similar o relacionada amb la mania amorosa (o amor maníac), anomenada així per la grega theia mania (la bogeria dels déus). Lee va desenvolupar el seu concepte d'amor maníac en relació amb algunes de les mateixes fonts que Tennov, com ara Andreas Capellanus i l'amor cortès.
Un amant maníac està obsessivament preocupat per l'estimat. Quan se li demana que recordi la seva infància, un amant maníac típic la recorda com a infeliç, i normalment són adults solitaris i insatisfets. Estan ansiosos per enamorar-se; tanmateix, no estan segurs de quin tipus físic prefereixen. Com que no estan segurs de qui enamorar-se, sovint s'enamoren d'algú força inadequat (fins i tot d'algú que inicialment no els agrada) i projecten en ell qualitats que volen però que en realitat no tenen. Segons Lee, «la mania pot convertir-se gairebé en una addicció que l'addicte gairebé no pot acabar per iniciativa pròpia». La mania sovint és el primer estil d'amor d'una persona jove, però altres poden no experimentar-la fins a la mitjana edat; per exemple, després que un matrimoni hagi perdut el seu interès. Segons Lee, un cicle d'amors maníacs sovint és causat per una necessitat desesperada d'estar enamorat, la causa de la qual l'amant maníac ha de localitzar i posar remei per alliberar-se'n.
Mentre Lee descriu l'amant maníac com a gelós, Tennov afirma que la gent pot ser limerent i no ser gelosa. Més aviat, segons Tennov, el que desitja una persona amb una relació de parella és exclusivitat i això sovint es confon amb gelosia.
Entre els altres estils d'amor, la mania es pot comparar estretament amb l'eros (o amor eròtic). Tots dos sovint es consideren "amor romàntic", i la mania i l'eros junts corresponen a l'amor apassionat. Igual que l'amant maníac, l'amant eròtic també està intensament preocupat per la seva  parella estimada, però els pensaments són optimistes, mentre que un amant maníac és insegur. A diferència d'un amant maníac, l'amant eròtic és conscient de quin tipus físic considera ideal. Com a tal, l'eros comença amb una poderosa atracció inicial, a la qual Stendhal es refereix com "una sensació sobtada de reconeixement i esperança". L'amant eròtic també recorda la seva infància com a feliç i l'eros s'ha associat amb un aferrament segur, mentre que la mania s'ha associat amb l'ansietat per aferrament i el neurotisme.
Segons Lee, l'estil amorós ludus o lúdic (amor no compromès com a joc, evitació i simultaneïtat de múltiples parelles) i la mania posseeixen una "atracció fatal" mútua. Segons Lee, és sorprenentment comú, però no és una bona combinació per a un amor feliç i mutu.

### Erotomania
Es compara a vegades la limerènciqbamb l'erotomania. Tanmateix, l'erotomania es defineix com un trastorn delirant en què la persona que la pateix té la creença delirant que l'objecte del seu afecte està bojament enamorat d'ella, quan de fet no ho està. Una persona que pateix d'erotomania pot interpretar detalls subtils i irrellevants (com ara que el seu objecte amorós porti un accessori en particular) com a declaracions d'amor codificades, i la persona que la pateix inventarà maneres d'interpretar els rebutjos directes com a poc seriosos per tal de poder continuar creient que l'objecte està secretament enamorat d'ella.
Segons Dorothy Tennov, una persona que experimenta limerència pot malinterpretar els senyals i creure falsament que el seu LO correspon el sentiment quan no ho fa, però és receptiva als senyals negatius, especialment quan rep un rebuig clar.

### Addicció a l'amor
Com que la limerència s'equipara amb l'addicció, de vegades es compara o contrasta amb el que s'anomena "addicció a l'amor”, tot i que segons la investigació moderna tot amor romàntic pot funcionar com una addicció a nivell cerebral. Hi ha però una discussió acadèmica sobre si tot amor és una addicció o si l'"addicció a l'amor" només es refereix a processos cerebrals que es podrien considerar anormals. El terme ha tingut una definició amorfa al llarg dels anys i encara no denota una condició psiquiàtrica, però recentment s'ha desenvolupat una definició que diu que "els individus addictes a l'amor tendeixen a experimentar estats d'ànim i afectes negatius quan estan lluny de les seves parelles i tenen el fort impuls i anhel de veure la seva parella com una manera d'afrontar situacions estressants". Aquesta definició es dóna en termes d'una relació, tot i que la limerència no sol ser corresposta.

## Propòsit evolutiu
En un assaig de 1998, així com a Love and Limerence, Dorothy Tennov va especular que la limerència té un propòsit evolutiu.
Per quina causa última podria l'estat de limerència ser una causa propera? En altres paraules, per què les persones que van tenir èxit en la limerència, podrien tenir més èxit que altres, a l'hora de transmetre els seus gens a les generacions següents fa uns centenars de milers o milions d'anys, quan els caps es van fer més grans i els pares que van deixar la mare i el fill sols van tenir menys "èxit reproductiu", és a dir, a la llarga (Morgan 1993)? Va evolucionar la limerència per consolidar una relació prou llarga com per posar en marxa la descendència? […] El resultat més consistent de la limerència és l'aparellament, no només la interacció sexual sinó també el compromís, l'establiment d'un domicili compartit en forma d'un niu acollidor construït per al gaudi de l'èxtasi, per a la reproducció i per a la criança dels fills.
Els components de l'atracció romàntica d'Helen Fisher deriven en gran manera dels components de la limerència de Tennov, i, de manera similar a Tennov, Fisher ha teoritzat que aquest sistema d'"atracció" va evolucionar per facilitar l'elecció de parella dels mamífers. Tennov ha suggerit que si la "maquinària" neurofisiològica per a la limerència no és universal entre tots els humans, aleshores tenir tots dos fenotips (limerent i no limerent) a la població podria ser beneficiós i una estratègia evolutivament estable.

## Característiques

### Addicció
S'ha dit que la limerència és una addicció. La fase inicial de l'amor romàntic és comparable a una addicció conductual (és a dir, addicció a una no-substància), però la "substància" implicada és la persona estimada.  Un equip dirigit per Helen Fisher va utilitzar la ressonància magnètica funcional per descobrir que les persones que "s'havien enamorat bojament" mostraven activació en una àrea del cervellanomenada àrea tegmental ventral, que projecta dopamina a altres àrees del cervell, mentre miraven una fotografia de la seva persona estimada. Això, així com l'activitat en altres àrees clau, recolza la teoria que les persones enamorades experimenten el que s'anomena prominència d'incentius en resposta a la persona estimada, que podria ser el resultat de l'activitat de l'oxitocina en les vies de motivació del cervell.
La prominència dels incentius és la propietat per la qual els senyals de l'entorn destaquen per a una persona i es tornen atractius i cridaners, com un "imant motivacional" que atrau una persona cap a una recompensa concreta. Es creu que el fenomen que Tennov descriu com un ésser estimat que adquireix un "significat especial" per a la persona enamorada està relacionat amb aquesta prominència augmentada en resposta a l'ésser estimat.
En la investigació sobre addiccions, també es fa una distinció entre "voler" una recompensa (és a dir, una prominència d'incentius, lligada a la dopamina mesocorticolímbica ) i "agradar" una recompensa (és a dir, plaer, lligat a punts hedònics), aspectes que són dissociables. Les persones poden ser addictes a les drogues i buscar-les compulsivament, fins i tot quan prendre la droga ja no provoca un estat d'eufòria o l'addicció és perjudicial per a la vida d'una persona. També poden "voler" (és a dir, sentir-se obligats a fer-ho, en el sentit d'incentiu important) alguna cosa que cognitivament no desitgen. De la mateixa manera, les persones que estan enamorades poden "desitjar" una persona estimada fins i tot quan les interaccions amb ella no són plaents. Per exemple, poden voler contactar amb una exparella després d'un rebuig, fins i tot quan l'experiència només serà dolorosa. També és possible que una persona estigui "enamorada" d'algú que no li agrada o que la tracta malament. L'equip de Fisher proposa que l'amor romàntic és una "addicció positiva" (és a dir, no perjudicial) quan és correspost i una "addicció negativa" quan no és correspost o és inapropiat.
En escàners cerebrals d'amor romàntic a llarg termini (amb subjectes que afirmaven estar "bojament" enamorats, però que havien estat amb la seva parella durant 10 anys o més), l'atracció similar a l'amor romàntic en fase inicial es va associar amb l'activitat del centre de recompensa de dopamina ("desitjar"), però l'aferrament a llarg termini es va associar amb el globus palludus, un lloc per als receptors d'opiacis identificat com un punt calent hedònic ("agradar"). Els amants romàntics de llarga durada també van mostrar nivells d'obsessió més baixos en comparació amb els que es trobaven en la fase inicial.

### Mal d'amor
La limerència no sol ser corresposta i pot ser una experiència molt negativa per a la persona limerent. La limerència és debilitant per a algunes persones. El mal d'amor és un estat mental caracteritzat per desitjos addictius, frustració, depressió, malenconia i pensament intrusiu. Al grup d'enquesta de Dorothy Tennov, el 42% va declarar estar "greument deprimit per una aventura amorosa". Altres efectes són la distracció i l'autoaïllament. Les exploracions de ressonància magnètica funcional de Fisher d'amants rebutjats van mostrar activació en àrees cerebrals associades amb el dolor físic, el desig i l'avaluació dels guanys i les pèrdues propis. Tennov descriu haver estat sota l'encanteri ella mateixa, dient "Abans que passés, no m'ho podia haver imaginat […] Ara, no voldria que tornés a passar". Algunes persones fins i tot li van descriure incidents d'autolesió, però Tennov sosté que la limerència per si sola és normal i que les tragèdies impliquen factors addicionals.
El mal d'amor ha estat patologitzat en segles anteriors, però actualment no es troba a la CIE-10, la CIPC o el DSM-5. L'autor i psicòleg Frank Tallis ha argumentat que tot amor, fins i tot l'amor normal, és en gran manera indistingible de la malaltia mental. Segons ell, el dilema ètic que hi ha darrere de la idea que l'amor podria ser una psicopatologia es pot resoldre suggerint que no hi ha cap diferència entre "normal" i "anormal" quan es tracta d'amor. També hi ha un debat ètic sobre les implicacions de l'ús de fàrmacs moderns per a aquest tipus de coses. El bioètic Brian Earp i els seus col·legues han argumentat que l'ús voluntari de biotecnologia antiamorosa (per exemple, un fàrmac fet per fer que la persona que l'utilitza deixi d'estimar) podria ser ètic. No obstant això, actualment (2025) no hi ha cap fàrmac que sigui un candidat realista en aquest sentit.
Tot i que la limerència no pretenia denotar un estat anormal i el mal d'amor ja no es reconeix com una afecció mèdica, els símptomes encara s'assemblen a moltes entrades del DSM. Per exemple, quan la gent s'enamora, hi ha quatre símptomes principals: preocupació, episodis de malenconia, episodis d'èxtasi i inestabilitat de l'estat d'ànim. Aquests corresponen amb els diagnòstics convencionals d'obsessió (o TOC ), depressió, mania (o hipomania ) i maniaco-depressió. Altres exemples són símptomes físics similars als atacs de pànic (batecs forts, tremolors, dificultat per respirar i mareig), preocupació excessiva pel futur que s'assembla a un trastorn d'ansietat generalitzada, alteració de la gana i sensibilitat sobre la pròpia aparença que s'assembla a l'anorèxia nerviosa, i la sensació que la vida s'ha convertit en un somni que s'assembla a la desrealització i la despersonalització.

Hi ha un debat acadèmic sobre la naturalesa involuntària de l'amor romàntic. La idea que enamorar-se és un procés involuntari és diferent de la qüestió de si el comportament d'una persona es pot considerar autònom mentre està enamorada. Tallis argumenta que l'amor va evolucionar per anul·lar la racionalitat, de manera que un troba un amant i es reprodueix independentment dels costos personals de tenir i criar un fill. Fa servir l'exemple de Charles Darwin, qui, com que mai va ser romàntic, es diu que es va asseure i va fer una llista de motius per casar-se o no. Acostumat a la llibertat total i preocupat per coses com ara les austeritats financeres que limitarien la seva despesa en llibres, Darwin va descobrir que les seves raons per no casar-se superaven amb escreix les seves raons per casar-se. No obstant això, poc després, Darwin es va enamorar inesperadament, i de sobte es va preocupar per imatges acollidores de la vida matrimonial, convertint-se així ràpidament de solter a marit. Tallis escriu:
A primera vista, sembla extraordinari que forces evolutives puguin conspirar per donar forma a alguna cosa que sembla una malaltia mental per garantir l'èxit reproductiu. Tot i això, hi ha moltes raons per les quals l'amor hauria d'haver evolucionat per compartir amb la bogeria diverses característiques, la més notable de les quals és la pèrdua de la raó. Igual que l'antic model humoralde la malaltia d'amor, els principis evolutius semblen haver fet necessari esborrar la distinció entre estats normals i anormals. L'evolució espera que estimem bojament, no fos cas que deixem d'estimar en absolut.
Segons Tennov, "L'amor s'ha anomenat una bogeria i una aflicció almenys des de l'època dels antics grecs i probablement abans i tot". Els relats històrics sobre el mal d'amor l'atribueixen, per exemple, a ser colpejat per una fletxa disparada per Eros, a una malaltia que entra pels ulls (similar al mal d'ull), a un excés de bilis negra o a encanteris, pocions i altres màgies. Al llarg de la història s'han fet intents per tractar el mal d'amor utilitzant una varietat de plantes, productes naturals, amulets i rituals. El primer tractat conegut sobre el mal d'amor és Remedia Amoris, del poeta Ovidi.

### Cristal·lització
La cristal·lització tal com la defineix Tennov, és la "capacitat remarcable d'emfatitzar allò que és veritablement admirable al LO i d'evitar quedar-se en allò negatiu, fins i tot ser capaç de respondre a allò negatiu amb compassió i convertir-lo, emocionalment si no perceptivament, en un altre atribut positiu". Tennov pren prestat el terme de l'escriptor francès Stendhal del seu tractat sobre l'amor de 1821, De l'Amour, en què descriu una analogia on es llança una branca d'arbre a una mina de sal. Després de romandre-hi durant diversos mesos, la branca (o branqueta) de l'arbre es cobreix de cristalls de sal que la transformen "en un objecte de bellesa resplendent". De la mateixa manera, les característiques poc atractives d'un LO reben poca o cap atenció, de manera que el LO es veu de la manera més favorable. Una de les entrevistades de Tennov, Lenore, diu:
Sí, sabia que apostava, sabia que de vegades bevia massa i sabia que no llegia cap llibre d'un any a l'altre. Ho sabia i no ho sabia. Ho sabia però no ho vaig incorporar a la seva imatge general. Em vaig fixar en els seus cabells ondulats, en la manera com em mirava, en la idea que ell conduïa cap a la feina al matí, en el seu encant (que creia que segurament havia d'afectar tothom que coneixia), en les flors que enviava, en les consideracions que havia mostrat als fills de la meva germana al pícnic de l'estiu anterior, en la sensació que vaig tenir quan vam estar en contacte físic proper, en la manera com va preparar un martini, en el seu riure, en els pèls del dors de la seva mà. D'acord! Sé que és una bogeria, que la meva llista de "positius" sembla absurda, però aquestes són les coses en què penso, recordo i, sí, vull tornar-hi!
Aquest tipus de "percepció errònia" o biaix de "l'amor és cec" es coneix més sovint com a "idealització", que la investigació moderna considera una forma d' il·lusions positives. Per exemple, un estudi de 1996 va trobar que "els individus eren més feliços en les seves relacions quan idealitzaven les seves parelles i les seves parelles els idealitzaven a ells". Tanmateix, Tennov argumenta en contra del terme "idealització", perquè diu que implica que la imatge que veu la persona que experimenta la passió romàntica "està modelada per adaptar-se a una concepció preformada, derivada externament o emocionalment necessària". En la cristal·lització, diu, "les característiques reals i existents del LO simplement experimenten una millora". Una persona amb pocs contactes pot passar per alt senyals d'alerta o incompatibilitats. Tennov assenyala que el biaix pot ser un impediment perquè una persona amb discapacitat vulgui recuperar-se de la condició, tal com diu una altra de les seves entrevistades:
Vaig decidir fer una llista en majúscules de tot allò de l'Elsie que em va semblar desagradable o molest. Era una llista molt llarga. A l'altra cara del paper, vaig enumerar els seus punts forts. Era una llista curta. Però no va ajudar gens. Els punts bons semblaven molt més importants, i les coses dolentes, bé, en el cas de l'Elsie no eren tan dolentes, o eren coses amb les quals sentia que la podia ajudar.

### Pensament intrusiu i fantasia
El pensament intrusiu és una característica freqüentment descrita a l'amor romàntic. Tennov va escriure que "la limerència és, sobretot, una condició d'obsessió cognitiva". Un estudi va trobar que, de mitjana, les persones enamorades passaven el 65% de les seves hores de vigília pensant en l'ésser estimat. Arthur Aron diu: "És obsessiu-compulsiu quan ho sents. És el centre de la teva vida.” Al punt àlgid de la fantasia obsessiva, les persones que experimenten limerència poden passar del 85 al 100% dels seus dies i nits dedicant-se al LO, perdre la capacitat de concentrar-se en altres tasques, i distreure's fàcilment.
Una persona limerent pot passar temps fantasiejant amb esdeveniments futurs fins i tot si mai es fan realitat, ja que l'anticipació per si sola produeix dopamina. Segons Tennov, la fantasia limitant no és satisfactòria si no està arrelada a la realitat, perquè el fantasiejador pot voler que la fantasia sembli prou realista per ser en certa manera possible. No obstant això, les fantasies poden ser extremadament poc realistes; per exemple, una persona li va explicar una elaborada fantasia de rescat en què salva el cosí de 5 anys d'un noi d'un grup de motocicletes, però una serp el mossega i mor a la falda del seu LO. Aquest fantasieig, juntament amb la repetició de records reals, forma un pont entre la vida quotidiana i el moment final esperat de la consumació. Tennov diu que la fantasia limerent és "inevitable", quelcom que simplement "passa" en comptes d'alguna cosa que un "fa".
Una teoria del pensament obsessiu parteix del paral·lelisme amb l'addicció a les drogues, ja que l'etapa inicial de l'amor romàntic es compara amb l'addicció a una persona, i els drogoaddictes també presenten pensaments obsessius sobre el consum de drogues. Tennov ha escrit que la fantasia limerent basada en la realitat "es pot concebre com una planificació estratègica complexa". A finals dels anys noranta, també s'havia especulat que estar enamorat podria reduir els nivells de serotonina al cervell, cosa que podria causar pensaments intrusius. La hipòtesi de la serotonina es basa en part en una comparació amb el trastorn obsessiu-compulsiu, però l'evidència experimental és ambigua. Els experiments han provat els nivells de serotonina a la sang. El primer experiment va trobar nivells més baixos de serotonina, però el segon experiment va descobrir que els homes i les dones es van veure afectats de manera diferent. Aquest segon experiment va trobar que el pensament obsessiu estava associat amb un augment dels nivells de serotonina en les dones.
Per a algunes persones que tenen por a la intimitat o un historial de trauma, la fantasia limerent pot ser una via d'escapament o un mitjà per tenir el que pot semblar una relació però sense l'amenaça d'una intimitat real.

### Por al rebuig
La concepció de Tennov sobre la por al rebuig es caracteritzava per sentiments nerviosos i timidesa al voltant de l'objecte limerent, "preocupat que les teves pròpies accions puguin provocar un desastre". La incomoditat, la tartamudeig, la confusió i la timidesa predominen a nivell conductual. Cita la poeta Safo que escriu: "La suor corre pels rius, un tremolor s'apodera […] Perdut en el trànsit amorós.” Un dels entrevistats per Tennov, un camioner de 28 anys, va dir: "Era com el que podríem anomenar por escènica, com posar-se davant d'un públic. […] Em sentia molt incòmode." Fisher i altres han suggerit que la por en presència de l'estimat és causada per nivells elevats de dopamina.
Moltes de les persones entrevistades per Tennov van descriure que normalment estaven segures de si mateixes, però que de sobte se sentien tímides quan l'objecte limerent era a prop, o que només estaven en aquest estat de por amb certs objectes limerents però no amb altres. Tennov es preguntava si la por al rebuig realment té un propòsit evolutiu, allargant el procés de festeig per garantir una major possibilitat de trobar una parella compatible.

### Incertesa i esperança
Segons Tennov, l'objectiu de la limerència és la "unitat" amb el LO, és a dir, la reciprocitat mútua o el retorn dels sentiments. La limerència disminueix en una relació quan la persona limerent rep una reciprocitat adequada del LO. Tanmateix, la reciprocitat mútua és una qüestió de percepció per part de la persona limerent, per tant, diu que l'objectiu de la limerència és "eliminar la incertesa" sobre si el LO correspon o no. Alguns autors han conceptualitzat la limerència com un procés d'afecció. En les primeres etapes de l'amor romàntic, els individus poden començar hipervigilants (hiperconscients i sensibles als senyals) a causa de la incertesa i la novetat, però es van sincronitzant amb el temps a mesura que avança la relació.
Durant el període inicial de limerència (que pot començar com un enamorament o amb una atracció física), Tennov estima que la persona limerent pot passar fins a un 30% de les seves hores de vigília pensant en l'objectiu limerent (LO), sentir una sensació de llibertat, eufòria i flotabilitat, i gaudir de la preocupació. Aleshores, quan s'afegeixen elements de dubte i incertesa a la situació, el temps dedicat a la preocupació pot augmentar fins i tot al 100% de les hores de vigília, sempre que hi hagi alguna esperança que l'oponent pugui correspondre els sentiments. Al 100%, això pot ser alegria o desesperació, depenent de si la persona limerent percep el LO com una correspondència amb els sentiments o un rebuig. Un dels entrevistats de Tennov diu: "Quan sentia que [Barry] m'estimava, estava intensament enamorada i delirantment feliç; quan semblava rebutjar-me, encara estava intensament enamorada, només em sentia miserable sense paraules." Gran part del temps preocupat es dedica a recordar els esdeveniments, buscant el seu significat per determinar-ho. L'individu percep aquests pensaments com a involuntaris, i es produeixen de manera intrusiva, fins i tot fins al punt de la distracció.

La incertesa també pot ser introduïda per la presència de barreres en una relació, o el que Tennov anomena "intensificació a través de l'adversitat". Ella escriu:
El reconeixement que hi ha d'haver certa incertesa ha estat comentat i queixat per pràcticament tothom que ha emprès un estudi seriós del fenomen de l'amor romàntic. Les psicòlogues Ellen Bersheid i Elaine Walster van discutir aquesta observació comuna feta, segons assenyalen, per Sòcrates, Ovidi, el Kama Sutra i Dear Abby, que la presentació d'una exterior difícil d'aconseguir en lloc d'una exterior immediatament cedeix ajuda a despertar la passió.
La presència de barreres va ser crucial per a la mútua relació entre Romeu i Julieta, per això aquesta situació sovint s'anomena "l'efecte Romeu i Julieta". Helen Fisher anomena això "atracció per frustració", i suggereix que l'atracció augmenta perquè els nivells de dopamina augmenten al cervell quan es retarda una recompensa esperada. Una altra teoria promoguda per Fisher és que la separació evoca pànic i estrès, o activació de l'eix hipotalàmic-hipofisari-adrenal.

La incertesa també pot venir en forma de reforços intermitents, que prolonguen la durada de la limerència, mantenint el cervell "enganxat". Robert Sternberg ha escrit que l'amor apassionat o infatuat prospera essencialment en aquestes condicions:
L'evidència disponible suggereix que aquest amor pot sobreviure només en condicions de reforç intermitent, quan la reducció de la incertesa juga un paper clau en els sentiments d'un mateix per un altre [...]. L'anàlisi de Tennov (1979) suggereix que la limerència només pot sobreviure en condicions en què es retingui el ple desenvolupament i la consumació de l'amor i en què la titilació d'un tipus o altre continuï al llarg del temps. Un cop es permet que la relació es desenvolupi o un cop la relació esdevé una impossibilitat absoluta, sembla que té lloc l'extinció.
A partir d'aquí, Judson Brewer caracteritza la incertesa de rebre un missatge ocasional d'un LO com "gasolina abocada al foc". «La limerència pot viure una llarga vida alimentada per quatre molles», diu Tennov, que compara això amb la incertesa del joc: «Tant els jugadors com els limerents troben motius per l'esperança en somnis esbojarrats.» Tennov escriu que «És la limerència, no l'amor, la que augmenta quan els amants només poden trobar-se amb poca freqüència o quan hi ha ràbia entre ells».
Tanmateix, la incertesa pot ser només una qüestió de percepció per part de la persona afectada, en lloc de basar-se en obstacles o esdeveniments reals. Una parella casada que Tennov va entrevistar tenia una relació mútua a l'institut, però tots dos eren massa tímids per fer el primer pas, de manera que cap dels dos no era conscient de l'atracció de l'altre. Es van tornar a trobar a la universitat 5 anys més tard i es van casar, però només es van assabentar de la seva limerència mútua a l'institut a través d'una conversa casual uns anys després. Tennov assenyala que no hi havia obstacles en la seva relació, però suggereix que les seves percepcions inexactes que cap dels dos estava interessat probablement van augmentar la seva limerència a l'institut.
Segons Tennov, com que la limerència només es produeix quan hi ha almenys alguna esperança de reciprocitat, es pot intentar extingir la limerència eliminant qualsevol esperança que el LO  correspongui. Per exemple, una persona que és objecte d'una atracció no desitjada hauria de donar el rebuig més clar possible a la persona limerent, i no dir alguna cosa com ara "M'agrades com a amic, però...", que és massa ambigu.

### Fisiologia
Els efectes fisiològics de la limerència poden incloure tremolors, pal·lidesa, enrogiment, debilitat, sudoració, papallones a l'estómac i batecs cardíacs accelerats. Tennov va escriure que la sensació de limerència s'associa principalment amb el cor, fins i tot especulant que el pensament intrusiu resulta en una retroalimentació mútua on pensar en l'objecte limerent provoca un augment de la freqüència cardíaca, que al seu torn canvia els patrons de pensament. Explica:
Quan vaig demanar a entrevistats limerents que diguessin on havien sentit la sensació de limerència, van assenyalar infal·liblement el punt mig del pit. Això va succeir de manera tan consistent que semblaria ser una altra indicació que l'estat descrit és, de fet, limerència, no afecte (descrit per alguns com a localitzat "per tot arreu", o fins i tot "als braços" quan s'estenen en un gest d'abraçada) o en sentiments sexuals (localitzats, prou apropiadament, als genitals).

### Preparació
Algunes persones poden tenir una major susceptibilitat a la limerència, un estat que Tennov anomena "preparació", "anhel de limerència" o estar "enamorat de l'amor". Això pot ocórrer a causa de factors biològics com l'adolescència, però també de factors psicològics com la soledat i el descontentament. De vegades, la disposició pot ser tan intensa que una persona s'enamora d'algú que només té un atractiu mínim.
Shaver i Hazan van observar que les persones que pateixen soledat són més susceptibles a la limerència, argumentant que "si les persones tenen un gran nombre de necessitats socials no satisfetes i no en són conscients, aleshores un signe que algú altre podria estar interessat es construeix fàcilment en la imaginació d'aquesta persona fins a convertir-se en molt més que el contacte social amistós que podria haver estat. En fixar-se en el record d'aquest contacte social, la persona solitària arriba a magnificar-lo fins a convertir-lo en una experiència emocional profunda, que pot ser força diferent de la realitat de l'esdeveniment".

### Durada
Tennov estima, basant-se tant en dades de qüestionaris com d'entrevistes, que la limerència sol durar entre 18 mesos i tres anys amb una mitjana de dos anys, però que pot ser tan curta com uns dies o tan llarga com tota la vida. Una dona va escriure a Tennov sobre la limerència de la seva mare, que va durar 65 anys. Tennov anomena el pitjor cas quan la persona limerent no en pot escapar, perquè el LO és un company de feina o viu a prop. La limerència pot durar indefinidament de vegades quan no és corresposta, especialment quan la reciprocitat és incerta. Això podria ser com quan es reben senyals contradictoris d'un LO, o a causa del reforç intermitent d'un LO que ignora la persona limerent durant un temps i després la crida de sobte.
L'estimació de Tennov de 18 mesos a 3 anys s'utilitza de vegades com la durada normal de l'amor romàntic. L'altra estimació habitual, de 12 a 18 mesos, prové de l'experiment de Donatella Marazziti que compara els nivells de serotonina de persones enamorades amb pacients amb TOC.En aquest experiment, es va mesurar que els subjectes que s'havien enamorat en els darrers 6 mesos (que estaven en una relació) tenien nivells de serotonina diferents dels controls, nivells que van tornar a la normalitat després de 12-18 mesos.
Segons Tennov, idealment la limerència seria substituïda per un altre tipus d'amor. D'aquesta manera, els sentiments poden evolucionar al llarg de la durada d'una relació: "Aquells la limerència dels quals va ser substituïda per un vincle afectiu amb la mateixa parella podrien dir: 'Estàvem molt enamorats quan ens vam casar; avui ens estimem molt.'" El tipus d'amor més estable que sol ser la característica de les relacions a llarg termini s'anomena comunament amor de companyonia o aferrament.

## Regulació de l'amor
La regulació de l'amor és "l'ús d'estratègies conductuals o cognitives per canviar la intensitat dels sentiments actuals d'amor romàntic". Per exemple, s'ha demostrat que mirar imatges de la persona estimada augmenta els sentiments d'infatuació (és a dir, amor apassionat) i d'afecció (és a dir, amor de companyia). Sandra Langeslagassenyala que és una idea errònia comuna que els sentiments amorosos són incontrolables o que fins i tot no s'haurien de controlar. Tanmateix, els estudis que utilitzen EEG i psicometria han demostrat que la regulació de l'amor és possible i pot ser útil. En alguns casos, els sentiments amorosos poden ser més forts del desitjat, com ara després d'una ruptura, o poden ser més febles del desitjat, com ara quan disminueixen al llarg d'una relació a llarg termini.
En una tècnica anomenada reavaluació cognitiva, hom se centra en aspectes positius o negatius de l'ésser estimat, la relació o escenaris futurs imaginaris:
- En la reavaluació positiva, es centra en les qualitats positives de la persona estimada ("ell és amable", "ella és espontània"), la relació ("ens ho passem molt bé junts") o escenaris futurs imaginats ("viurem feliços per sempre").[216] La reavaluació positiva augmenta l'afecció i pot augmentar la satisfacció en la relació.[217]
- En la reavaluació negativa, hom se centra en les qualitats negatives de la persona estimada ("és mandrós", "ella sempre arriba tard"), la relació ("discutim molt") o escenaris futurs imaginats ("m'enganyarà").[216][217]La reavaluació negativa disminueix els sentiments d'infatuació i afecció, però disminueix l'estat d'ànim a curt termini. Langeslag ha recomanat la distracció com a antídot per a la disminució a curt termini de l'estat d'ànim.[217][218]

Els resultats preliminars d'un estudi del 2024 sobre comunitats limerents en línia realitzat per Langeslag van trobar que la reavaluació negativa disminuïa la limerència dels participants de l'estudi. Una terapeuta anomenada Brandy Wyant també ha fet que els seus clients més propers enumerin motius pels quals el seu LO no és perfecte o motius pels quals ells i el seu LO no són compatibles. La regulació amorosa no activa o desactiva els sentiments immediatament, per això Langeslag recomana, per exemple, escriure una llista de coses un cop al dia per sentir un canvi durador.
Basant-se en la teoria de l'addicció de l'amor romàntic, Helen Fisher i els seus col·legues recomanen que els amants rebutjats eliminin tots els records del seu estimat, com ara cartes o fotos, i evitin el contacte amb la parella que els rebutja. Els recordatoris poden causar desitjos que alenteixen la recuperació. Fisher i altres també suggereixen que el contacte positiu amb els amics podria reduir els desitjos. Els amants rebutjats haurien de mantenir-se ocupats per distreure's i participar en activitats d'autoexpansió.

## Controvèrsia
El 2008, Albert Wakin, un professor que coneixia Tennov a la Universitat de Bridgeport però que no la va ajudar en la seva recerca, i Duyen Vo, una estudiant de postgrau, van suggerir que la limerència és similar al trastorn obsessiu-compulsiu (TOC) i al trastorn per ús de substàncies (SUD). Van presentar el seu treball a una conferència de l'Associació Americana de Ciències del Comportament i Socials, però van suggerir que cal molta més recerca abans de poder proposar a l'APA que la limerència s'inclogui al DSM . Van començar a dur a terme un estudi no publicat i van informar a USA Today que aproximadament el 25% o el 30% dels seus participants havien experimentat una relació limerent tal com la definien.
Tot i que la limerència i l'amor romàntic en general s'han comparat amb el TOC des del 1998 segons una hipòtesi inventada per altres autors, l'evidència experimental d'una connexió amb la serotonina és ambigua. Aquesta hipòtesi es basava en una comparació superficial entre trets de preocupació compartits per les dues condicions, per exemple, centrar-se en detalls trivials o preocupar-se pel futur. Un estudi del 2025 no va trobar cap associació entre l'ús d'ISRS i el pensament obsessiu sobre un ésser estimat o la intensitat de l'amor romàntic.
Helen Fisher va comentar sobre la recerca de Wakin i Vo del 2008, afirmant que la limerència és amor romàntic i que "n'associen els aspectes negatius amb el terme, i això pot ser un trastorn". Fisher és una de les autores originals que va comparar la limerència amb el TOC, i ha proposat que l'amor romàntic és una "addicció natural" que pot ser positiva o negativa depenent de la situació. Fisher va tornar a declarar el 2024 que no creu que hi hagi cap diferència entre la limerència i l'amor romàntic.
El 2017 Wakin va declarar que creu que les exploracions cerebrals de la limerència ajudarien a establir-la com "quelcom diferent a tot el que ja s'ha diagnosticat", però que les exploracions cerebrals s'han descrit des del 2002. En els experiments originals d'escaneig cerebral de Fisher i altres, tots els participants van passar més del 85% de les seves hores de vigília pensant en el seu ésser estimat. Wakin també afirma que una persona que experimenta limerència mai pot estar satisfeta, fins i tot si els seus sentiments són corresposts. Tennov va trobar molts casos de persones no limerents que descrivien les seves parelles limerents "afectades per una mena d'insaciabilitat" d'aquesta manera, i que "cap grau d'atenció era mai suficient". Tanmateix, segons la teoria de Tennov, la intensitat de la limerència disminueix quan la persona limerent percep una reciprocitat sostinguda, de manera que es prolonga dins d'una relació quan el LO es comporta de manera no limerent. Altres autors que formen part del corrent dominant han especulat que l'obsessió no desitjada dins d'una relació podria estar relacionada amb l'autoestima i un estil d'aferrament insegur.
En el prefaci de 1999 de la seva edició revisada de Love and Limerence, Dorothy Tennov descriu la limerència com un aspecte de la naturalesa humana bàsica i remarca que "la reacció a la teoria de la limerència depèn en part del coneixement de les proves que la sustenta i en part de l'experiència personal. Les persones que no han experimentat la limerència es queden desconcertades per les descripcions i sovint es resisteixen a les proves que existeixen. Per a aquests observadors externs, la limerència sembla patològica". Tennov afirma que la limerència és normal, i diu que fins i tot aquells dels seus entrevistats que van experimentar limerència d'una varietat angoixant eren "membres de la societat completament funcionals, racionals, emocionalment estables, normals, no neuròtics i no patològics" i "es podrien caracteritzar com a responsables i força sensats". Ella suggereix que la limerència s'interpreta massa sovint com a "malaltia mental" en psiquiatria. Tragèdies com la violència, diu, impliquen limerència quan aquesta és "augmentada i distorsionada" per altres condicions, cosa que contrasta amb la "limerència pura".
En una sessió de preguntes i respostes del 2005, es pregunta a Tennov si la limerència pot conduir mai a una situació com la que es representa a la pel·lícula Atracció fatal, però Tennov respon que el personatge de la pel·lícula li semblava una caricatura. La majoria dels assetjadors romàntics són exparella, erotomànics, tenen un trastorn de la personalitat, són intel·lectualment limitats o socialment incompetents.
Una escriptora que va investigar el fenomen dels vídeos limerents a TikTok el 2024 ha escrit que li semblava que molts dels vídeos creats pels assessors de relacions en realitat eren sobre assetjament a les xarxes socials en lloc de tenir res a veure amb la limerència.